# Tapczan

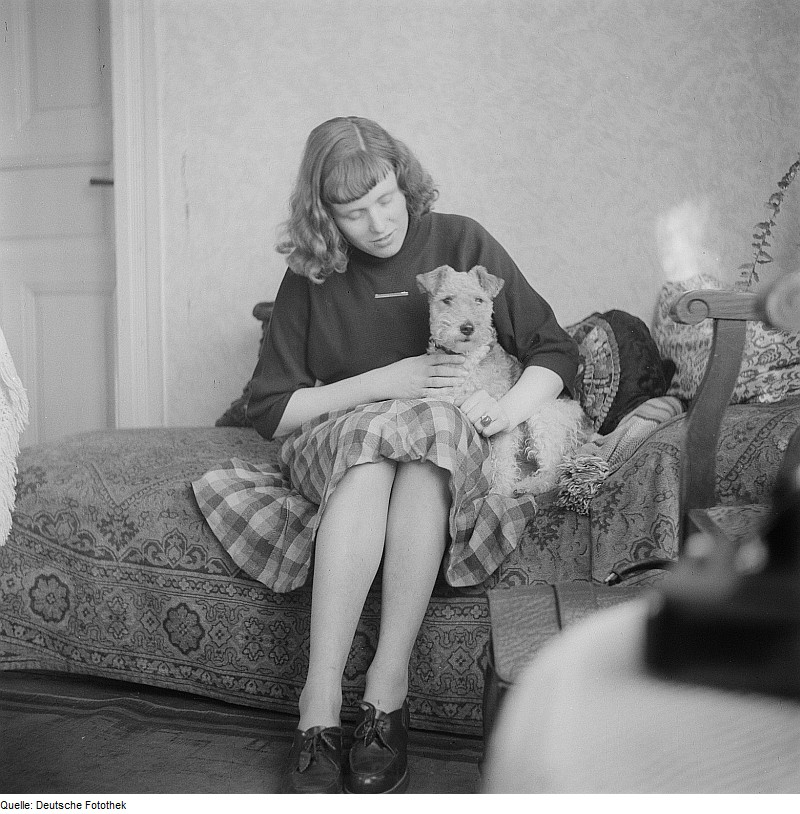
Kobieta na tapczanie

Tapczan – mebel przeznaczony do spania oraz odpoczynku w pozycji leżącej. Składa się z drewnianego pudła, w którym zazwyczaj trzyma się pościel, i materaca, który był położony początkowo na pasach lub sznurach, później na siatce lub sprężynach. Tapczan często był obity tkaniną dekoracyjną.
W Polsce w XVIII wieku tapczanem nazywano proste łoże z desek, pryczę. Współczesne tapczany, miękkie i wyściełane skrzyżowanie łóżka i kanapy wywodzi się z orientalnej mody, zwanej we Francji divan à la turque.